# Jordan Kajetan Markus
Jordan Kajetan Markus (22. leden 1831 Frymburk – 23. červenec 1893 Mauthausen) byl pedagog, vlastivědný pracovník a spisovatel.

## Život
V Linci v letech 1846-1847 absolvoval jednoroční kurs pro pomocného učitele. Jako pomocný učitel působil na několika školách. Později složil v Českých Budějovicích zkoušku, která ho oprávňovala vest obecní školy samostatně. Od roku 1863 ži a učil ve Vídni. V roce 1869 byl iniciátorem založení spolkul Verein der Deutschen aus dem südlichen Böhmen in Wien. Dále byl iniciátorem:
- postavení žulového obelisku (pomníku na počest Adalberta Stiftera) nad Plešným jezerem na Šumavě,[2]
- postavení pomníku Adalberta Stiftera ve Frymburku a
- pořízení pamětní desky na počest Adolfa Martina Pleischla v Jenišově.

Od roku 1871 až do své smrti v roce 1893 vedl ve Vídni, v Zedlitzgasse čp. 9, dívčí měšťanskou školu.

## Výběr z díla
- Geschichtsbilder aus der österreichisch-ungarischen Monarchie für Schule und Haus, Wien 1879.
- St. Thoma: Wittingshausen (1882)
- Oberplan (1883)
- Biographisches Denkmal von Moriz Sechter und Heinrich Teufelberger (1894)